# Jacob Wallenberg
Jacob Wallenberg (13. januar 1956 i Stockholm, Sverige) er en svensk bankmand og forretningsmagnat, der for tiden virker som bestyrelsesmedlem for adskillige store virksomheder. Wallenberg har en Bachelor of Science i økonomi og en MBA fra Wharton School ved  University of Pennsylvania. Han er også reserveofficer i Svenska marinen. Wallenberg er søn af bankmand og industrimagnat Peter Wallenberg, og er medlem af den prominente svenske Wallenberg-familie.
Wallenberg er bestyrelsesformand for Skandinaviska Enskilda Banken, The Coca-Cola Company, og Investor. Han er næstformand for bestyrelsen i SAS Group, og medlem af bestyrelsen for Knut og Alice Wallenbergs Fond og Handelshögskolan i Stockholm. Wallenberg sidder også i Bilderberggruppens styrelseskomité. Han er også ridder af Serafimerordenen.